# Симфония № 4 (Чайковский)

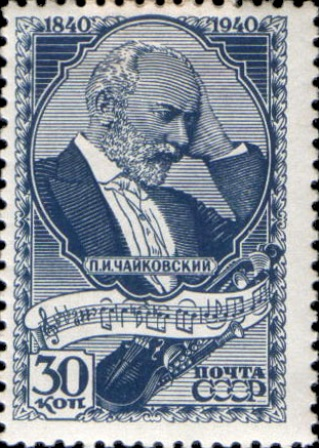
Первые такты Четвёртой симфонии на почтовой марке СССР 1940 года, посвящённой 100-летию со дня рождения П. И. Чайковского

Симфония № 4 фа минор op. 36  — симфония Петра Чайковского в 4 частях, созданная в 1877 году. Премьера состоялась в Москве, 22 февраля 1878 года оркестром под управлением Н. Г. Рубинштейна.
Первая в истории русской музыки симфония — психологическая драма, сопоставимая по силе с симфониями Бетховена.

## История создания
Создание Четвёртой симфонии связано со временем глубокого общественного кризиса: Русско-турецкая война (об этом были написаны полотна Верещагина, «Забытый» и «Полководец» Мусоргского, у Толстого в «Анне Карениной» Вронский уезжает на эту войну). Для Чайковского война — это рок, фатум. Помимо этого, в период работы над Четвёртой симфонией Чайковский переживал острейший душевный кризис, и сочинения этого периода — поистине крик души.

## Тематика
В Четвёртой симфонии с огромной силой показано столкновение человека с силами неумолимой судьбы, рока. Это бетховенская идея (Чайковский признавал влияние Пятой симфонии Бетховена), но у Бетховена герой — титан, борец («Я схвачу судьбу за глотку!»), а у Чайковского — живой человек, мучающийся, страдающий под ударами судьбы («Она непобедима и её никогда не осилишь»), ищущий выхода, пытающийся забыться в воспоминаниях, грёзах, спастись от одиночества, тяжких дум и находящий утешение в народном веселье.
Драме первой части противостоит тройка последующих: лирический герой находит утешение в русской песне (вторая часть), русской природе (третья часть; природа более широко, в том числе и тема алкоголизма, о чём писал Чайковский) и русском танце (веселье финала).
Четвёртая симфония создавалась при активной моральной (да и материальной) поддержке Н. Ф. фон Мекк. В переписке автор называет Четвёртую симфонию «нашей симфонией».

## Программа симфонии
В письме к фон Мекк Чайковский дал приблизительную программу симфонии. Основной конфликт (человек и рок) раскрывается в 1-й и 4-й частях (2-я — канцона — и 3-я — скерцо — как отступления). 1-я часть — завязка конфликта, но нет выхода. 4-я часть — последнее столкновение с роком и выход (?) из кризиса: «Ступай в народ. Смотри, как он умеет веселиться».
Трагедию победного, мажорного финала стоит предельно внимательно рассматривать, ибо здесь имеется явное противопоставление внешнего прямолинейного веселья с внутренней бедой лирического героя. Изоляция, непонимание — то, что содержит первая часть как характеристика его — словно умалчивается, заминается валторновыми фанфарами, приводя к апофеозу. Чайковский использует приём сопоставления тем, который не нейтрализует напряжение противопоставления тем, а, наоборот, усиливает его.

## Тематизм
Мотивно-тематические связи в симфонии очень сильны.
В интродукции 1 части появляется тема рока (как у Бетховена) — «зерно всей симфонии», фанфара с ритмом и тембром (медь) военного сигнала.
В 1 части военному сигналу противостоят вальсовые темы, хотя и очень драматизированные. Жанр вальса для Чайковского — символ человеческих чувств, личного начала («человеческий образ»). В симфониях Чайковского вальсовые темы несут важную смысловую нагрузку.
Но не вальсовым темам в Четвёртой симфонии суждено преодолеть (?) мрачный рок, а светлым энергичным фа-мажорным темам с мотивом нисходящего верхнего тетрахорда. Зарождаясь в середине 2 части, развиваясь в скерцо, этот мотив торжествует (?) в ГП финала.

## Схемы частей

### I. Andante Sostenuto — Moderato con anima
Первая часть написана в f-moll в Сонатной форме.

#### Интродукция
В интродукции звучит фанфарная тема рока, октавный унисон фаготов и валторн. Тема рока будет появляться в узловых моментах первой части.

«Это фатум, это та роковая сила, которая мешает порыву к счастью дойти до цели, которая ревниво стережет, чтобы благополучие и покой не были полны и безоблачны, которая, как Дамоклов меч, висит над головой и неуклонно, постоянно отравляет душу. Она непобедима, и её никогда не осилишь. Остается смириться и бесплодно тосковать.» (П. Чайковский)

После неё остаётся «стонущая» секундовая интонация, из которой вырастает ГП.

#### Экспозиция
ГП (f-moll) (струнные).

Безотрадное и безнадежное чувство делается все сильнее и более жгуче. Не лучше ли отвернуться от действительности и погрузиться в грезы.

Сложная трёхчастная форма.
Средний раздел — развивающая секвенция, реприза — кульминация.
СП вытекает из ГП.
ПП (as-moll) — вальс-мечта или воспоминание (соло кларнета).

О радость! по крайней мере, сладкая и нежная греза явилась. Какой-то благодатный, светлый человеческий образ явился и манит куда-то

2-я тема ПП (H-dur) — светлый мажорный вариант ГП.

Как хорошо! как далеко уж теперь звучит неотвязная первая тема аллегро. Но грезы мало-помалу охватили душу вполне. Все мрачное, безотрадное позабыто. Вот оно, вот оно, счастье!.. Нет! это были грезы, и фатум пробуждает от них

ЗП — апофеоз. Мажорная триумфальная тема с интонациями ГП, но её восхождение «натыкается» на тему фатума.

#### Разработка
По структуре представляет собой 3 очень напряжённые волны. Столкновение элементов ГП с темой рока (в начале 3 волны).

#### Реприза
Кульминация падает на репризу ПП. Она сокращена и звучит в иной тональности — d-moll.

#### Кода
Кода как 2-я разработка (3 раздела), приводит к мощной кульминации темы рока и низвержению интонаций ГП.

«Итак, вся жизнь есть чередование тяжелой действительности со скоропроходящими сновидениями и грезами о счастье… Пристани нет… Плыви по этому морю, пока оно не охватит и не погрузит тебя в глубину свою.» (П. Чайковский)

### 2 часть
Andantino in modo di canzona (b-moll).

«Вторая часть симфонии выражает другой фазис тоски. Это то меланхолическое чувство, которое является вечерком, когда сидишь один, от работы устал, взял книгу, но она выпала из рук. Явились целым роем воспоминания. И грустно, что так много уж было, и приятно вспомнить молодость. И жаль прошлого, и нет охоты начинать жизнь сызнова. Жизнь утомила. Приятно отдохнуть и оглядеться. Вспомнилось многое. Были минуты радостные, когда молодая кровь кипела и жизнь удовлетворяла. Были и тяжелые моменты, незаменимые утраты. Все это уж где-то далеко. И грустно и как-то сладко погружаться в прошлое.» (П. Чайковский)

Сложная трёхчастная форма.

#### Основная тема
Основная тема — меланхолическое соло гобоя.

#### Средний раздел
Средний раздел — тема F-dur с нисходящим движением мелодии; развиваясь, она как бы обретает душевные силы, мощь. Эта тема предвосхищает финал. Но в репризе вновь возвращается меланхолия.

### 3 часть
Scherzo: Pizzicato ostinato (F-dur).

«Третья часть не выражает определенного ощущения. Это капризные арабески, неуловимые образы, которые проносятся в воображении, когда выпьешь немножко вина и испытываешь первый фазис опьянения. На душе не весело, но и не грустно. Ни о чем не думаешь; даешь волю воображению, и оно почему-то пустилось рисовать странные рисунки… Среди вдруг вспомнилась картинка подкутивших мужичков и уличная песенка… Потом где-то вдали прошла военная процессия. Это те совершенно несвязные образы, которые проносятся в голове, когда засыпаешь.» (П. Чайковский) Они не имеют ничего ничего общего с действительностью: они странны, дики и несвязны.

…Скерцо представит один новый инструментальный эффект, на который я рассчитываю. Сначала играет один струнный оркестр, и всё время пиццикато; в трио вступают деревянные духовые и играют тоже одни; их сменяет группа медных, играющая опять-таки одна; в конце скерцо все три группы перекликаются коротенькими фразами. Мне кажется, что этот звуковой эффект будет интересен.
— 28. Чайковский — Мекк. 12 августа 1877 г. // Чайковский П. И. Переписка с Н. Ф. фон Мекк. 1876—1878. — Academia, 1934. — С. 40
Сложная 3-частная форма.

#### Главная тема
Главная тема — pizz. струнных — интонационно предвосхищает финал.

#### Трио
В трио, как видения, возникают «уличные зарисовки».
1. плясовая песенка «подкутивших мужичков» (гобой, кларнет);
2. бодрый марш (медные духовые) — «военная процессия» (в основе — тот же нисходящий мажорный тетрахорд).

Эти темы совмещаются в контрапункте.

### 4 часть
Allegro con fuoco (F-dur), финал.

«Четвертая часть. Если ты в самом себе не находишь мотивов для радостей, смотри на других людей. Ступай в народ. Смотри, как он умеет веселиться, отдаваясь безраздельно радостным чувствам. Картина праздничного народного веселья. Едва ты успел забыть себя и увлечься зрелищем чужих радостей, как неугомонный фатум опять является и напоминает о себе. Но другим до тебя нет дела. Они даже не обернулись на тебя и не заметили, что ты одинок и грустен. О, как им весело! Как они счастливы, что в них все чувства непосредственны и просты. Пеняй на себя и не говори, что все на свете грустно. Есть простые, но сильные радости. Веселись чужим весельем. Жить все-таки можно.» (П. Чайковский)

В финале противопоставлены 2 образных сферы: внешний мир и внутренний мир героя симфонии.
1. Картина народного веселья, праздника;
2. фатум и страдающий герой.

Рондо-соната.
ГП (рефрен) включает 3 элемента:
1. нисходящая вихревая тема, интонации которой постепенно «прорастали» в предыдущих частях;
2. тема хороводной песни «Во поле берёза стояла»;
3. могучий и радостный народный пляс.

В эпизодах тема «Берёзы» развивается, драматизируется, пока не становится похожей на предсмертную арию Ленского («кучкисты» критиковали Чайковского за растворение народного материала).
Постепенная драматизация приводит к грозному звучанию темы рока. Но её вытесняет ГП (рефрен).

### Итог
Хотя герой ещё не разделяет неистощимого народного оптимизма, но выход будто бы уже найден: «Смотри на других людей. Веселись чужим весельем. Жить (а радоваться ли?!) всё-таки можно!»